# Kurt R. Spillmann

Kurt R. Spillmann (1996)

Kurt Robert Spillmann (* 5. April 1937 in Zürich; † 23. Mai 2025) war ein Schweizer Historiker, Konfliktforscher und von 1986 bis 2002 Professor für Sicherheitspolitik und Konfliktforschung an der Eidgenössischen Technischen Hochschule Zürich.

## Biographie
Kurt R. Spillmann studierte Geschichte in Zürich, Rom und an der Yale University. 1963 promovierte er bei Leonhard von Muralt an der Universität Zürich mit einer Dissertation zu Zwinglis Politik gegenüber der Fürstabtei St. Gallen. Neben seiner Forschertätigkeit war er an verschiedenen Zürcher Gymnasien als Lehrer tätig. Er habilitierte sich 1978 an der Universität Zürich mit einer Arbeit zu Amerikas Ideologie des Friedens.
1986 wurde er als Ordinarius für Sicherheitspolitik und Konfliktforschung an die ETH Zürich berufen, wo er die Forschungsstelle für Sicherheitspolitik und Konfliktanalyse (heute Center for Security Studies) gründete. Zusätzlich war er auch Titularprofessor an der Universität Zürich.  An der ETH leitete er von 1987 bis 1995 die Abteilung für Militärwissenschaften. In der Schweizer Milizarmee bekleidete Spillmann den Rang eines Oberst. Als Militär und Experte für Sicherheitspolitik beriet er die Schweizer Regierung und das Parlament in Fragen der Sicherheitspolitik und der Reorganisation des Schweizer Militärs. Unter seiner Leitung entstand 1997 auch das Zentrum für Internationale Studien (heute Center for Comparative and International Studies, CIS) als Dachorganisation für die Zusammenarbeit verschiedener Lehrstühle für Politikwissenschaften, Geschichte und Wirtschaft an der Universität Zürich und an der ETH Zürich. Spillmann wurde auf den 1. Oktober 2002 emeritiert. 
Daneben wurde Spillmann vor allem durch zahlreiche Auftritte am Schweizer Fernsehen und Radio als Experte für US-amerikanischen Politik und Geschichte sowie für aktuelle Krisen und Konflikte bekannt. 
Spillmann lebte in Zürich und Cortona, Italien. Er war verheiratet mit der Psychoanalytikerin Kati Spillmann. Er war Mitglied des Patronatskomitees der Sterbehilfeorganisation Exit und deren Kommission «Altersfreitod». Eine langjährige Freundschaft verband ihn seit den frühen 1990er-Jahren mit Joachim Gauck.
Spillmann starb am 23. Mai 2025 im Alter von 88 Jahren.

## Lehre und Forschung
Die wichtigsten Schwerpunkte von Spillmanns Forschungen waren die amerikanische Aussen- und Sicherheitspolitik in der Nachkriegszeit, die Schweizer Sicherheitspolitik nach 1945 sowie die Konfliktforschung, besonders in Zusammenhang mit Umweltzerstörung und dem Kampf um Wasser. Seine über Jahre geführte Vorlesungsreihe Zeitgeschichtliche Hintergründe aktueller Konflikte fand grosse Beachtung bei Studenten und Publikum. Als Leiter der Forschungsstelle für Sicherheitspolitik und Konfliktanalyse war er Herausgeber verschiedener Publikationsreihen zur Sicherheitspolitik und Konfliktforschung, so z. B. des Bulletin zur Schweizerischen Sicherheitspolitik, der Zürcher Beiträge zur Sicherheitspolitik und Konfliktanalyse oder der Studien zu Zeitgeschichte und Sicherheitspolitik. Zahlreiche Aufsätze zu psychologischen Fragen der Geschichts- und Politikwissenschaft verfasste er gemeinsam mit seiner Ehefrau. Andreas Wenger fasste Spillmanns Forschungsprogramm wie folgt zusammen: «Als Forscher verknüpfte er geistes-, sozial- und naturwissenschaftliche Erkenntnisse, um die Ursachen von Kriegen zu verstehen und darauf abgestimmte Organisationsformen von Frieden und Sicherheit zu ergründen.»

## Publikationen
- Zwingli und die zürcherische Politik gegenüber der Abtei St. Gallen. Fehr, St. Gallen 1965.
- Amerikas Ideologie des Friedens. Ursprünge, Formwandlungen und geschichtliche Auswirkungen des amerikanischen Glaubens an den Mythos von einer friedlichen Weltordnung. Lang, Bern 1984, ISBN 3261033819.
- Aggressive USA? Amerikanische Sicherheitspolitik 1945–1985. Klett-Cotta, Stuttgart 1985, ISBN 360891384X.
- Der Weltraum seit 1945. Birkhäuser, Basel 1988, ISBN 3764322039.
- Blickpunkt Schweiz. 27 Ansichten. NZZ, Zürich 1995, ISBN 3858235520.
- The New Switzerland. Problems and Policies. Palo Alto 1996, ISBN 0930664167.
- «Kriegsursache der kommenden Generation? Der Kampf um das Wasser». In: Internationale Politik, Dezember 2000.
- Schweizer Sicherheitspolitik seit 1945. NZZ, Zürich 2001, ISBN 3858239097.
- Zeitgeschichtliche Hintergründe aktueller Konflikte: Vortragsreihe an der ETH Zürich, Sommersemester 2002. Verlag: Forschungsstelle für Sicherheitspolitik ETH Zürich 2003, ISBN 978-3905641844.